# رهاب الإخفاق
رهاب الإخفاق هو خوف غير طبيعي لا مبرر له، ومستمر من الفشل ويعد أحد أنواع الرهاب. كما هو الحال مع معظم أنواع الرهاب، فرهاب الإخفاق غالبًا ما يؤدي إلى اتباع أسلوب حياة في حدود ضيقة، وهو مدمر خاصة بتأثيره على رغبة الشخص في محاولة أداء بعض الأنشطة. ورهاب الإخفاق مصطلح يأتي من فوبوس اليونانية وتعني «الخوف» أو «الخوف المرضي» ومعنى الإخفاق «مؤسف».
الأشخاص المصابون برهاب الإخفاق يرون أن إمكانية فشلهم عالية حيث يفضلون عدم المجازفة. في كثير من الأحيان سيقوض شعوريا هؤلاء الأشخاص جهودهم الذاتية بحيث لن يعود هناك حاجة إلى الاستمرار في المحاولة. لأن الجهد يتناسب مع تحقيق أهداف الشخص وإنجازه. تنشأ عدم الرغبة في المحاولة من النظر إلى التفاوت بين احتمالات النجاح والفشل. مرة أخرى، يحمل مفهوم رهاب الإخفاق معنى الحياة وتحقيق الإمكانات.
ويُفهم من تعريفه أن القلق من أي رهاب معين غير متناسب مع الواقع، والمتضرر يدرك عادة أن الخوف غير عقلاني ويضخم من حجم المشكلة في العقل اللاوعي أو الباطن. لهذا السبب ليس هناك علاج سهل لرهاب الإخفاق ولكن هناك العديد من الخيارات المتاحة.

## النشأة والأسباب
يُعتقد عموما أن الرهاب ينشأ من مزيج من الوراثة وكيمياء الدماغ وتجارب الحياة. كما يُعتقد أن لتصرفات الوالدين وأفراد الأسرة، والأحداث المؤلمة والمحرجة التي تنشأ عن فشل طفيف في وقت مبكر من الحياة سببًا لنشوء هذا النوع من الرهاب. وعندما يواجه الفرد فشل ذريعًا وهو غير مجهز أو مستعد للتعامل بفاعلية مع المشاعر الناتجة عنه، يكون الرهاب نتاج للخوف من الفشل على المدى الطويل. فعندما يرتفع مستوى نمو العقل في المنزل حيث يتم ربط التأييد أو الشعور بالحب بالأداء الجيد يصبح من الصعب الفصل بينهما، مثل هؤلاء الأشخاص يعتقدون أن مثل هذه المشاعر يجب أن تُمنح لهم وأنه من الممكن خسارتها في حالة الفشل. وبالإضافة إلى ذلك، فإن لدى بعض الأفراد الذين يعانون من الرهاب استعداد وراثي للقلق، مما يضاعف مشكلة رهاب الإخفاق ويزيد من صعوبة التعامل معها. ونتيجة لهذه العوامل، فإن أولئك الذين يعانون من خوف لا عقلاني من الفشل غالبًا ما يكتفون بالوسطية لتجنيب أنفسهم المخاطر الكامنة في تمييزهم لأنفسهم.
وكان المصابون برهاب الإخفاق قد ربطوا ارتباطًا مباشرًا بين إمكانية الفشل والمنافسة؛ ووجدوا في المجتمعات التنافسية بطبيعتها أنه من الأفضل تجنب هذه المشكلة تمامًا. ولذا يميل الشخص باندفاع أكبر وتحفيز أقوى لتجنب الفشل علاوة على محاولة تحقيق النجاح، مدعيًا بذلك الواقعية في الطموح والميل لها.
ولأن المجتمع الحديث يركز كثيرًا على الكمال في كل جانب من جوانب الحياة، فإن الشخص المصاب برهاب الإخفاق في كثير من الأحيان لا يخاطر بالمحاولة حتى يضمن الكمال. فهذه المجتمعات صورت قيمة الفرد في نسبة نجاحه وفقًا للمعايير المجتمعية. لوحظ أن هذه الدينامية هي الأكثرحدوثًا بشكل سريع في الصف الدراسي، حيث يضطر الطلاب للتنافس على عدد محدود من المكافآت، وفي معظم الأحيان يندر الحصول على درجات جيدة. تدفع الإمدادات المحدودة من المكافآت إلى تطلعات الطالب للدرجات وغيرها من أشكال الاعتراف التي تتجاوز قدرات العديد من الأطفال، وكانت النتيجة أنهم غير قادرون على مواكبة هذه الأهداف غير اللائقة.و تميل مثل هذه الظروف إلى فرض قرارات مصيرية بالنسبة للشباب لا تعد ولا تحصى، فقد تسبب للطفل دون قصد ودون مراعاة للعواقب حالة من عدم التأكد من النجاح، ولذا فإنهم على الأقل يحاولون حماية الشعور بالكرامة عن طريق تجنب الفشل. يدفع رهاب الإخفاق في جوهره المصابين به لتجنب التجربة نفسها مهما كان الثمن فهم قد تحملوا المسبب لهذا الخوف الكبير وغير العقلاني من الفشل.

## الأعراض
قد يُصاب أولئك الذين يعانون من رهاب الإخفاق أعراض فسيولوجية نموذجية من الرهاب مثل:
- عدم انتظام ضربات القلب.
- ضيق في التنفس.
- سرعة في التنفس.
- غثيان.
- شعور عام بالفزع.
- إسهال.
- اضطرابات المعدة.
- احمرار في الوجه.
- التعرق.
- شد عضلي.
- ارتعاش.
- إعياء.
تظهر هذه الأعراض عندما يواجه المصابون إمكانية للفشل، كما هو الحال عندما يطلب منهم أداء مهمة يعتقدون أنها لا يمكن أن تكون ناجحة بنسبة 100٪. وقد يعاني الشخص من انهيار، ولو ترك بدون فحص فسوف تستمر هذه الأعراض وتزداد سوءً. ومن المرجح أن تقل الثقة بالنفس ويُفقد الدافع الذي يمكن أن يؤدي إلى الاكتئاب. ونتيجة لذلك، فإنه من الشائع تجنب الحالات التي قد تحدث هذه المواجهة. ومع ذلك، فالتجنب والتوخي يعيق حرية المتألم كما يضيع الفرص في جميع جوانب الحياة مثل العمل والأسرة. بالإضافة إلى ذلك، فإن عدم القدرة على التغلب على هذا القلق هو في حد ذاته شكل من أشكال الفشل.يجب أن يتعلم الأفراد الإنجاز والسعي للتميز، والحفاظ على التوقعات المتفائلة، وعدم الشعور باليأس حال الفشل. وعلى العكس، فالأفراد الذين يخشون باستمرار من الفشل يحددون إما أهدافًا عالية جدًا أو منخفضة جدًا ويصبح من السهل إصابتهم بالإحباط وبسهولة نتيجة العواقب.
العلاج:

يمكن أن يُعالج رهاب الإخفاق عن طريق SSRI أي امتصاص السيروتونين المانع الذي يهدف إلى رفع مستويات السيروتونين في الدماغ مما يؤثر على مستوى القلق لدى الشخص، مما يجعله أكثر قابلية للإدارة. الدواء وحده لا يساعد على التخلص من الرهاب ومع ذلك فهو يعتبر مجرد قناع للمشكلة ولذا يوصي معظم الأطباء بالمزج بين العلاجات السلوكية المعرفية والطبية.
الإرشاد هو أيضا خيار شعبي في التعامل مع رهاب الإخفاق. فيمكن لمستشار موثوق به أن يساعد المريض على التصالح مع خوفه وتطوير أساليب مواجهة جديدة للتعامل مع المواقف العصيبة. ولأجل فهم المسببات المرتبطة بالرهاب يتم تعليم المرضى كيفية تطوير أساليب أكثر صحية لمعتقداتهم الشخصية عن الفشل، ليكونوا بعدها قادرين بكل فعالية على إدارة القلق والتحكم به بطريقة فعالة. لذا وعند الضرورة فإنه على المختص الصحي وصف علاج أكثر قوة لعلاج القلق كالتنويم المغناطيسي والعلاج النفسي والبرمجة اللغوية العصبية، بالإضافة إلى علم نفس الطاقة. وعلى أي حال فإن كثيرًا من برامج علم البرمجة العصبية قد فقدت مصداقيتها وباتت تعد مزيفة، فالكثير من التقنيات المستخدمة فيها غير مثبتة علميًا ويعتبرها العديد من المراقبين زائفة.
يمكن أيضا لأشكال مختلفة من برامج المساعدة الذاتية والأساليب أن تكون فعالة في التغلب على الرهاب. فمن أحد هذه الطرق الحساسية المنهجية، والتي تتضمن مواجهة تدريجية لحالات وظروف تشبه تلك التي يخشاها المريض. ووتعد الطريقة الأكثر فعالية هي العلاج بالتعرض، حيث يتعرض المريض مرارًا وتكرارًا لتلك الحالات التي يشعرون فيها بالخوف نفسه ليتلاشى تدريجيًا. وفي حالة رهاب الإخفاق فالخطوة الأولى هي تقسيم المهام الكبيرة إلى مهام أصغر ليتمكن المصاب من التحكم بها. كما أن ممارسة الشخص لنشاط يخاف من الفشل فيه يمكن أيضًا أن يخفف من آثار القلق. بشكل عام فإن القبول التدريجي للفشل هو جزء من عملية التعلم الضرورية للنجاح والتي يمكن أن تحقق نتائج مرجوة. ففهم أو تقدير تجربة الفشل هو أمر حيوي للفرد، وطالما كان هدف الفرد في تنمية الحس أكثر قربًا من السعادة واحترام الذات وليس المظهر، سوف يكون المصاب في نهاية المطاف قادرًا على التغلب على الخوف من الفشل.